# Viking Valley
Das Viking Valley ist ein  Tal an der Ostküste der westantarktischen Alexander-I.-Insel. Es liegt an der Ostflanke des Mars-Gletschers. Durch das Tal fließt ein verzweigter Fluss, der den Secret Lake speist. 
Eine Mannschaft des British Antarctic Survey um den Mikrobiologen David Donaldson Wynn-Williams (1946–2002) besuchte dieses Tal bei der Erkundung des Mars-Gletschers zwischen 1992 und 1993. Das UK Antarctic Place-Names Committee benannte es 1993 in Anlehnung an die Benennung des Mars-Gletschers. Namensgeber ist das Viking-Programm der NASA zur Erforschung des Planeten Mars im Jahr 1976.